# Langue de belle-mère (accessoire)
Pour les articles homonymes, voir Langue de belle-mère et Mirliton.
Une langue de belle-mère, ou sans-gêne, ou mirliton au Québec, est un accessoire de cotillon utilisé dans les occasions festives. 

## Description
C'est un tube en papier (parfois en plastique) avec souvent tout du long une bande en plastique ou en métal souple, aplati et enroulé en spirale, muni d'un bec en plastique avec une anche simple — ce qui en fait donc une clarinette — ou plus rarement un sifflet. En soufflant dans le bec, le tube se déroule et l'anche émet alors un son caractéristique. 
Certains modèles possèdent en plus une courte plume teintée, collée au bout du tube. Elle peut servir à chatouiller une personne située en face de l'utilisateur de l'accessoire.
La langue de belle-mère est un des attributs de l'émoji « Visage festif » (Unicode 1f973),.

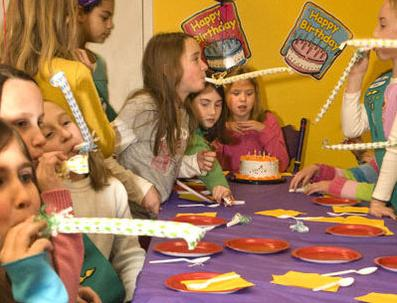
Utilisations de langues de belle-mère durant un anniversaire.